# Boulmous
Le boulmous (prononcé Boulemousse) est un jeu de 24 cartes pour quatre joueurs. 

## Boulmous
Les cartes utilisées sont les suivantes : 9, 10, Valet, Dame, Roi et As.
Il peut se jouer en misant ou pas de l'argent.
Le jeu s'articule en deux phases : 
1. des enchères déterminant le contrat à jouer par le déclarant : la personne ayant fait l'enchère la plus élevée est celle qui commence à jouer en premier, et ensuite le jeu se déroule dans le sens des aiguilles d'une montre. Le déclarant doit alors nommer en premier la couleur de l'atout choisi (pique, cœur, carreau, trèfle ou sans atout) ;
2. une tentative de réaliser au moins le nombre de levées (plis) déclaré durant les enchères.

## Les enchères
Le joueur à la gauche du donneur fait la première annonce, et les enchères continuent dans le sens des aiguilles d'une montre jusqu'au donneur, qui est le dernier à annoncer.
Une enchère doit inclure le nombre de levées (de trois à six). Le déclarant peut également annoncer boulmous, ce qui correspond à six levées.
Le terme enchère implique une progression. Une enchère sera supérieure à une autre (et donc acceptable) si le nombre de levées demandées est supérieur. Quand les enchères sont terminées, le joueur qui a annoncé le nombre de levées le plus élevé est appelé le preneur et il est le premier à jouer. 
Quand tous les joueurs ont passé sans qu'aucun n'ait fait une enchère, la donne est nulle et les cartes sont passées au donneur suivant.

## But du jeu
Le but du jeu est d'être le premier à atteindre 21 points.

## Ordre des cartes
Lorsque le preneur déclare qu'il joue "sans atout", l'as est la carte la plus forte, suivie du roi, de la dame, du valet, du 10 et du 9.
Lorsque le preneur déclare qu'il joue en atout, le valet de l'atout est la carte la plus forte, suivie du valet de la même couleur, suivie de l'as, du roi, de la dame, du valet (pour les cartes qui ne font pas partie de l'atout, du 10 et du 9.
Par exemple, si le preneur déclare "cœur (♥) atout", les cartes les plus fortes seront le valet de cœur (♥), le valet de carreau (♦), les autres cartes de cœur (♥) dans l'ordre décroissant (de l'as au 9), et ensuite, les autres cartes qui ne sont pas dans l'atout.

## Description d'une main
Le preneur est le premier à jouer et appelle l'atout ou sans atout. 
Jeu sans atout
Le preneur dépose une carte et la couleur de celle-ci est la couleur demandée pour cette levée. Afin de la remporter, les autres joueurs doivent déposer une carte plus forte et de la couleur demandée. Les autres joueurs sont également obligés de fournir, c'est-à-dire que s'ils ont une carte de la couleur demandée dans leur jeu, ils doivent obligatoirement la jouer.
La personne ayant remporté la levée est celle qui joue la première à la prochaine levée. La manche se déroule ainsi jusqu'à ce que les 6 levées soient jouées.
Jeu en atout
Le preneur déclare l'atout dans lequel il jouera. Les joueurs doivent obligatoirement fournir la couleur demandée. Si un joueur n'a pas de la couleur demandée mais qu'il a une carte d'atout, il peut couper, et ainsi remporter la main, puisque la carte en atout est la plus forte. Un autre joueur peut également surcouper, s'il n'a non plus de carte de la couleur demandée et qu'il a une carte en atout.

## Score et marque
À la fin de la manche, le nombre de levées remportées par chaque joueur est marqué. Si le preneur n'a pas réussi à remporter le nombre de levées déclarées lors de l'enchère, il doit alors déduire de son score le nombre de levées qu'il avait annoncé. On dit qu'il a fait une boîte. Un joueur peut avoir un score négatif.

## Mises
Ce jeu peut se jouer avec de l'argent. Il faut décider la valeur de la mise et le jeu se joue identiquement et l'argent est parié comme suit:
- Le gagnant de la partie récolte une mise par joueur.
- Pendant la partie, si un joueur déclare boulmous aux enchères et réussi à remporter les 6 levées, les autres joueurs doivent lui payer une mise chacun.
- Néanmoins, s'il rate son boulmous il doit payer une mise à chaque joueur.
- Les joueurs ayant fait des boîtes durant la partie doivent payer au gagnant une mise supplémentaire par boîte.